# Werner Lüdi (Botaniker)
Werner Lüdi (* 11. Oktober 1888 in Münsingen, Kanton Bern; † 29. Februar 1968 in Zollikon) war ein Schweizer Botaniker und Hochschullehrer. Sein botanisches Autorenkürzel lautet «Lüdi».

## Leben und Wirken
Der Sohn eines Lehrers war von 1908 bis 1911 Lehrer in Mürren und studierte anschließend Botanik an der Universität Bern und an der Universität Montpellier. 1917 wurde er zum Dr. phil. nat. promoviert und war danach von 1915 bis 1931 Sekundarlehrer in Bern. Von 1927 bis 1933 war er Privatdozent für Botanik an der Universität Bern und wurde 1931 zum Direktor des Geobotanischen Forschungsinstituts Rübel in Zürich berufen, an welchem er bis 1958 wirkte.
Lüdis Forschungsinteresse galten vor allem der Pflanzensoziologie, experimentellen Pflanzenökologie sowie der Pollenanalyse. Er war ein Kenner der Alpenvegetation und hat sich zudem wissenschaftlich mit dem Naturschutz auseinandergesetzt. Er war ein Pionier auf dem Gebiet der Sukzessionsforschung.
Lüdi steuerte zum Werk Illustrierte Flora von Mitteleuropa von Gustav Hegi für Band V Nr. 1 die Familie «Primulaceae» bei. Er war 1959 Herausgeber des Werkes Die Ergebnisse der Internationalen Pflanzengeographischen Exkursion durch die Ostalpen 1956, ebenso gab er 1961 Die Pflanzenwelt der Tschechoslowakei heraus.
Neben seiner wissenschaftlichen Laufbahn war Lüdi von 1942 bis 1954 kommunalpolitisch als Gemeinderat von Zollikon engagiert. Im Jahr 1940 wurde er zum Mitglied der Leopoldina gewählt.

## Schriften
- Die Sukzession der Pflanzenvereine. Mitt. Naturforschende Gesellschaft Bern 1919: 1–80. 1919
- Die Pflanzengesellschaften des Lauterbrunnentales und ihre Sukzession. Beiträge zur Geobotanischen Landesaufnahme 9: 1–364. Zürich. 1921.
- Der Assoziationsbegriff in der Pflanzensoziologie. In: Bibliotheca botanica Heft 96, 1928.
- Die Methoden der Sukzessionsforschung in der Pflanzensoziologie. Handbuch biologischer Arbeitsmethoden 11 (5): 527–728. Berlin, Wien. Hrsg.: Emil Abderhalden. 1930
- Beitrag zur Kenntnis der Beziehungen zwischen Vegetation und Boden im östlichen Aarmassiv. Berichte des Geobotanischen Forschungsinstitutes Rübel für das Jahr 1933: 41–54. Zürich. 1934
- Die Geschichte der Moore des Sihltales bei Einsiedeln. 1939.
- Die Klimaverhältnisse des Albisgebietes. Mit B. Stüssi. 1941.
- Experimentelle Untersuchungen an alpiner Vegetation. Berichte der Schweizer Botanischen Gesellschaft 46: 632–681. Bern. 1945
- Besiedlung und Vegetationsentwicklung auf den jungen Seitenmoränen des Grossen Aletschgletschers, mit einem Vergleich der Besiedlung im Vorfeld des Rhonegletschers und des Oberen Grindelwaldgletschers. Bericht über das Geobotanische Forschungsinstitut Rübel in Zürich für das Jahr 1944: 35–112. Zürich. 1945
- Der Waldbrand vom Jahre 1944 im Aletschwald bei Brig (Wallis). Bericht über das Geobotanische Forschungsinstitut Rübel in Zürich für das Jahr 1945: 98–106. Zürich. 1946
- Die Pflanzengesellschaften der Schynigeplatte bei Interlaken und ihre Beziehungen zur Umwelt. Eine vergleichend-ökologische Untersuchung. 1948.
- Die Pflanzenwelt des Aletschreservates bei Brig (Wallis). Bulletin Murithienne 67, S. 122–179. 1950
- Die Pflanzenwelt des Eiszeitalters im nördlichen Vorland der Schweizer Alpen. 208 S. Bern 1953.
- Neubildung des Waldes im Lavinar der Alp La Schera - Ergebn. Wiss. Unters. Schweiz. Nationalpark N.F. 4 (39):279–296. Liestal. 1954
- Beobachtungen über die Besiedlung von Gletschervorfeldern in den Schweizeralpen. Flora 146: 387–407. 1958

## Quelle
- Elias Landolt: Werner Lüdi. In: Historisches Lexikon der Schweiz.